# 粉砂岩
粉砂岩（英語：Siltstone）又稱aleurolite，是一種碎屑沉積岩，主要由粉砂組成。與頁岩不同在於缺乏片狀裂理。
粉砂岩滲透率和孔隙率相對較低，但可形成天然氣緻密儲層岩石 。 開采需要水力壓裂。粉砂岩在古埃及用於製造雕像和化妝品調色板。 在 Wadi Hammamat 開采的粉砂岩最有名。是一種堅硬、細粒的粉砂岩，抗剝落。

### 描述

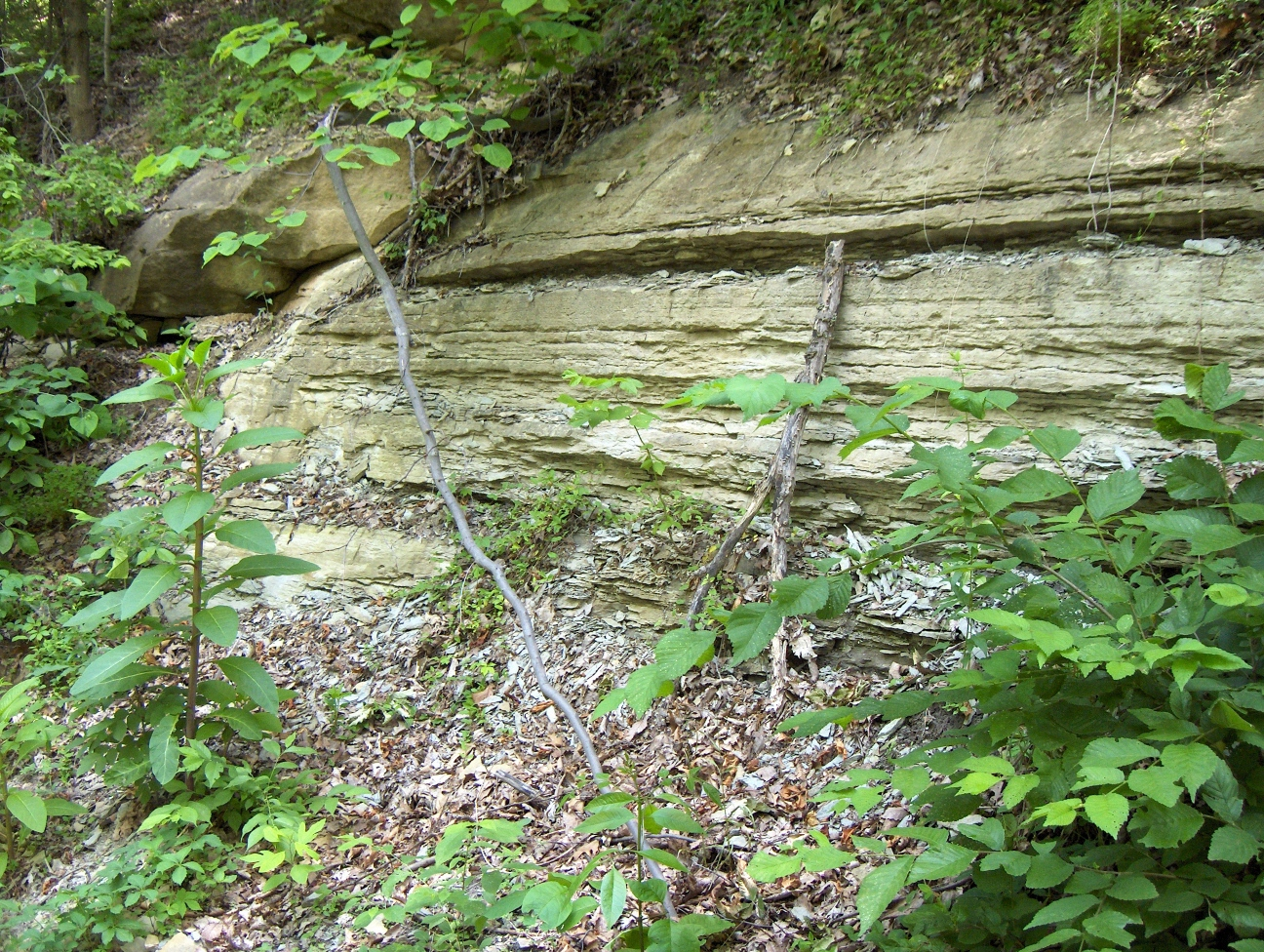
Holtzclaw 粉砂岩, 地點：Louisville, Kentucky

粉砂被定義為直徑為 2–62 μm 的顆粒，或在 Krumbein phi (φ) 尺度上為 4 至 8 的顆粒。 粉砂岩是任何含有 50% 或更多粉砂大小顆粒的沉積岩。 粉砂岩與砂岩不同，因為它們的孔隙更小，並且含粘土量大。雖然經常被誤認為是頁岩，但粉砂岩缺乏頁岩典型的片狀裂理。 粉砂岩可能含有結核 . 且其風化面與層理無關。

### 來源
粉砂岩是一種不尋常的岩石，其中大部分粉砂顆粒由石英製成。 石英粉砂的起源一直是很多研究和爭論的話題。一些石英粉砂可能起源於細粒葉頁狀變質岩，而許多海相粉砂可能是生物成因. 但大多數石英沉積物來自石英的花崗岩. 花崗岩顆粒很大需要高能量地質作用粉碎這些顆粒。 例如冰川磨蝕. 在寒冷、構造活躍的山脈中風化；正常風化，特別是在熱帶地區. 以及在炎熱的沙漠環境中由鹽形成. 粉砂岩形成於相對安靜的沉積環境中，細顆粒可以從傳輸介質（空氣或水）中沉澱出來並在地表堆積。 在濁積岩序列， [[三角洲<]]ref name=”Line”>Lineback, Jerry Alvin. "Deep-water sediments adjacent to the Borden Siltstone (Mississippian) delta in southern Illinois." Circular no. 401 (1966) </ref>，冰川沉積物 和微地槽環境中都存在。